# Wilson Brandão
Wilson Nunes Brandão, mais conhecido como Wilson Brandão, (Rio de Janeiro, 14 de agosto de 1960) é um engenheiro elétrico, historiador, escritor e político brasileiro, exercendo hoje o oitavo mandato de deputado estadual pelo Piauí.

## Dados biográficos
Filho de Wilson de Andrade Brandão e Maria de Lourdes Leal Nunes de Andrade Brandão. No primeiro semestre de 1976 fez um curso de conversação em língua inglesa nos Estados Unidos e anos depois ingressou na Pontifícia Universidade Católica de Minas Gerais onde graduou-se como engenheiro eletricista em 1983 com estágio na Associação dos Diplomados da Escola Superior de Guerra. Funcionário da Companhia Energética do Piauí (CEPISA), ocupou diferentes diretorias da empresa nos governos Hugo Napoleão, Bona Medeiros e Alberto Silva, além de ter presidido a Associação dos Servidores da mesma. Obteve o Bacharelado em História pela Universidade Federal do Piauí em 1989 e o Bacharelado em Direito pelo Centro de Ensino Unificado de Teresina, em 2001.
Eleito deputado estadual via PFL em 1990, 1994, 1998, 2002 e 2006, migrou para o PSB em respeito à liderança política de Wilson Martins e nesta legenda foi reeleito em 2010 e 2014, sendo que renovou o mandato pelo PP em 2018.
Licenciou-se do mandato parlamentar para exercer os cargos de secretário de Articulação com os Municípios no governo Freitas Neto, secretário de Justiça no segundo governo Hugo Napoleão, secretário de Governo no segundo governo Wilson Martins e secretário de Mineração no quarto governo Wellington Dias. Escritor e autor do livro Mitos e legendas da política piauiense, ocupa a cadeira quatro da Academia Piauiense de Letras, sucedendo a William Palha Dias e também é presidente de honra da escola de samba Skindô.
Seu avô materno, Gonçalo Teixeira Nunes, foi eleito deputado estadual constituinte pelo Piauí em 14 de outubro de 1934 e seu pai, Wilson Brandão, elegeu-se para a Assembleia Legislativa em 1966, 1970, 1974, 1978, 1982 e 1986. Sua esposa, Elisabete Rodrigues de Oliveira (Betinha Brandão) é prefeita de Pedro II.